# Универсал (трактор)
Универса́л — общее название моделей сельскохозяйственных тракторов, выпускавшийся на Ленинградском заводе «Красный путиловец», с 1934 года по 1940 год, и на Владимирском тракторном заводе, с 1944 года по 1955 год.

## История
Прототипом трактора «Универсал» послужил североамериканский трактор Farmall Regular, и его модернизированная версия Farmall F-20, выпускавшиеся компанией International Harvester с 1924 по 1939 гг.

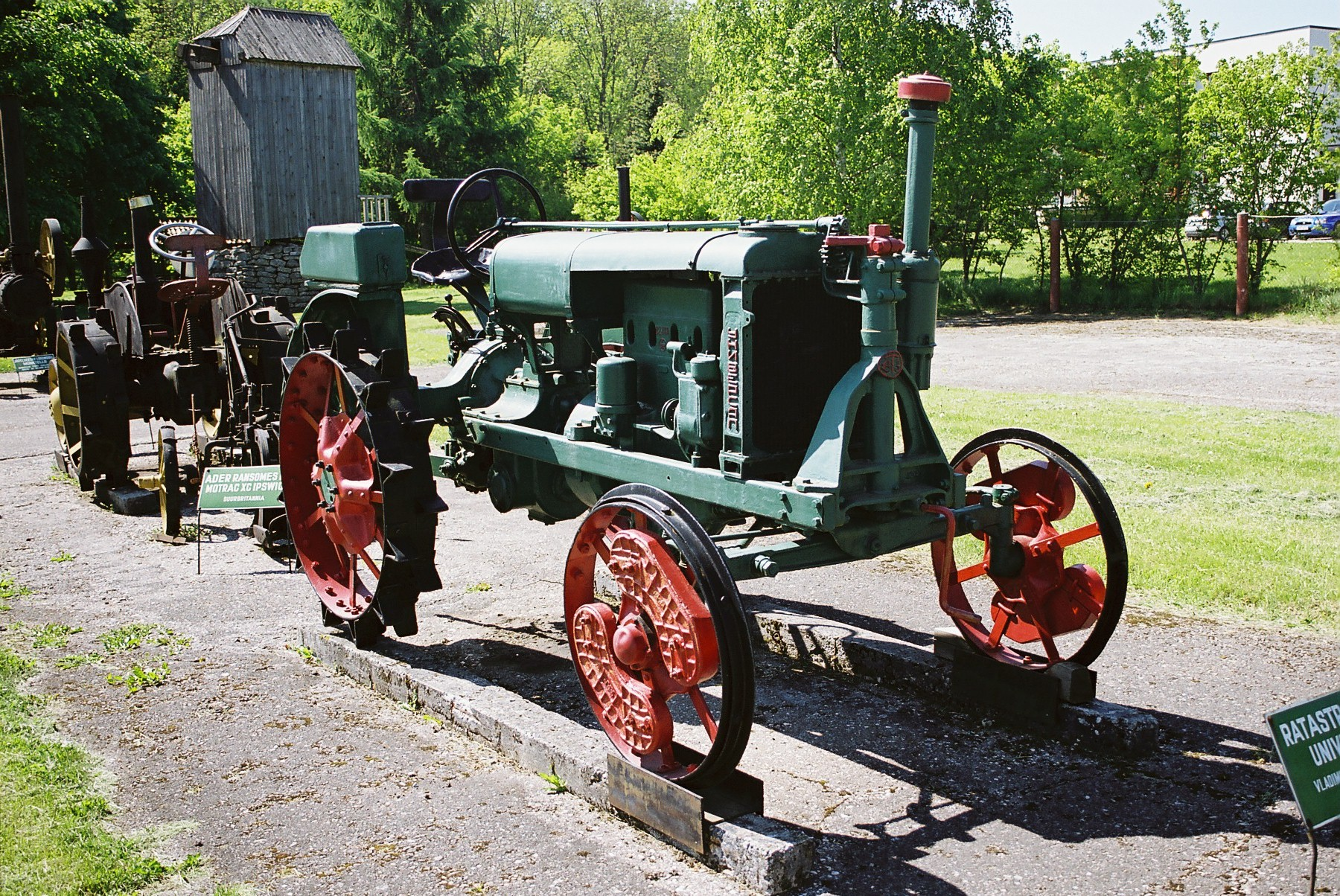

Трактор «Универсал» был первым советским трактором, поставляемым на экспорт.
Трактор «Универсал» предназначался для междурядной обработки пропашных сельскохозяйственных культур с прицепными и навесными машинами.
Оснащался керосиновым двигателем мощностью в 22 л. с. По тяговому классу тракторов считался меньшим, чем колёсный трактор СХТЗ 15/30.

## Модификации
- «Универсал-1» — модификация для обработки высокостебельных культур, со сближенными друг к другу передними управляемыми колесами.
- «Универсал-2» — модификация с обычным («широким») расположением передних управляемых колёс. Трактор «Универсал-2» (У-2) был первым трактором, выпущенным на Владимирском тракторном заводе.
- «Универсал-3» — дальнейшее развитие модификации «Универсал-2».
- «Универсал-4» — дальнейшее развитие модификации «Универсал-1». Последние версии выпускались уже во Владимире с колёсами на пневматических шинах.

## Где можно увидеть

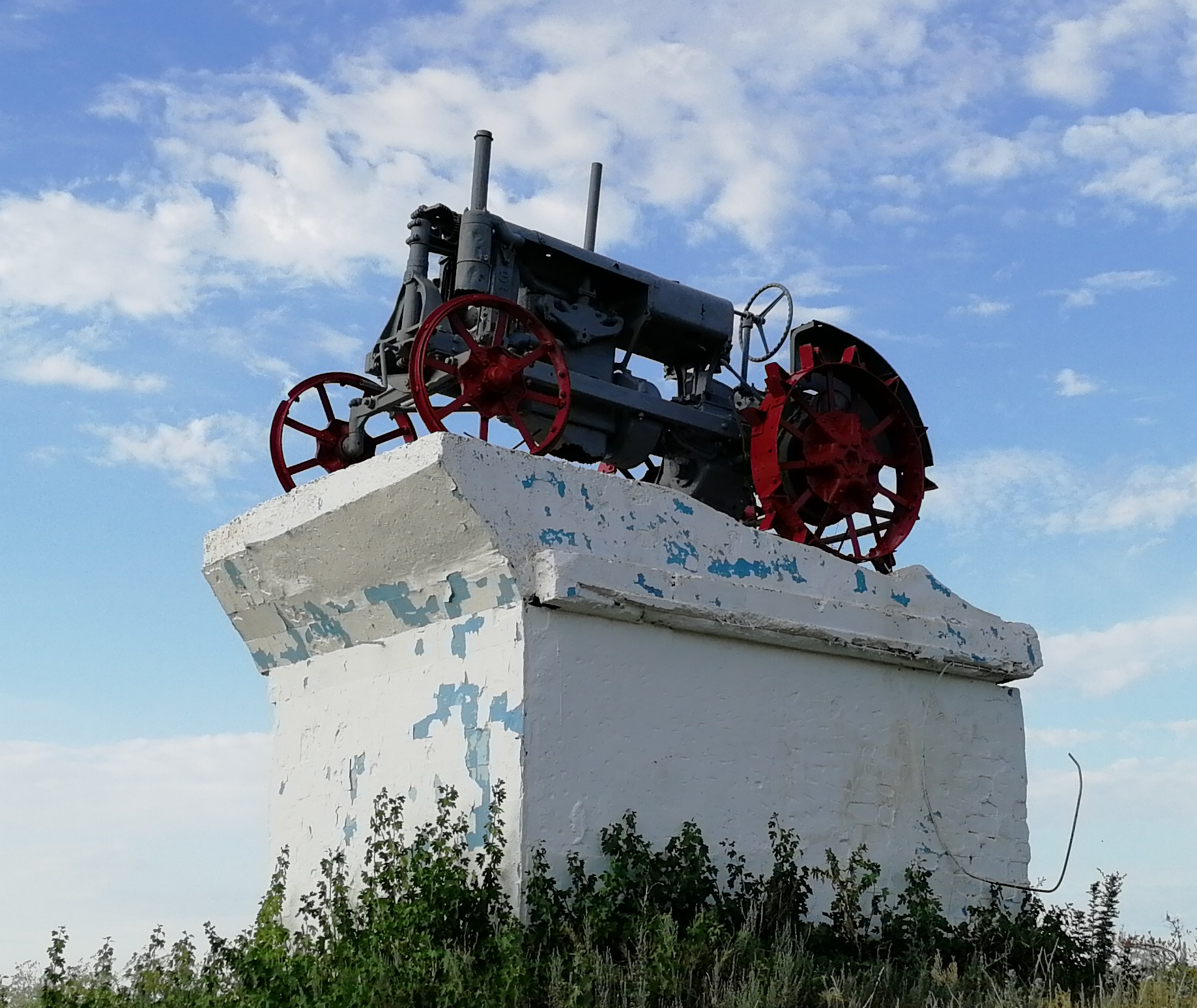
«Универсал-2 ВТЗ» в Волгоградской области, недалеко от хутора Ильменский 1-й

- Выставочный комплекс «Салют, Победа!» в Оренбурге;
- Музейный комплекс УГМК (г. Верхняя Пышма);
- Ташкентский Политехнический Музей в Ташкенте;
- Памятник «Универсал-2 ВТЗ» в Волгоградской области, городской округ Михайловка, Арчединская сельская территория, недалеко от хутора Ильменский 1-й;
- Харьковский национальный аграрный университет им В.В. Докучаева (памятник);
- Р.п. Хохольский Воронежской области (памятник);
- В посёлке Нижнедевицк Воронежской области (памятник);
- Краеведческий музей аг. Поколюбичи, ул. Александровка 3a, Гомельского района Гомельской области Республики Беларусь;
- В деревне Куимиха Котласского муниципального района Архангельской области (памятник);
- Закарпатская обл. Береговский р-н с. Яновши;
- Посёлок Центральное отделение совхоза им. Ленина, Мордовский район, Тамбовской области;
- Памятник "Трактор Универсал-2 ВТЗ" в Московской области, город Бронницы на улице Советская.[1]
- Агротехнический колледж КАТК 2, ж/м Пришахтинск, город Караганда.